# Велика Кульша
Велика Кульша́ (рос. Большая Кульша, марій. Кугу Кӱльшӧ) — присілок у складі Сернурського району Марій Ел, Росія. Входить до складу Кукнурського сільського поселення.

## Населення
Населення — 6 осіб (2010; 9 у 2002).
Національний склад (станом на 2002 рік):
- марі — 100 %